# 피트라 버카
피트라 버카(영어: Petra Burka, 체코어: Petra Burka 페트라 부르카[*], 1946년 11월 17일~)는 캐나다의 은퇴한 피겨스케이팅 선수이다. 1964년 동계 올림픽에서 여자 싱글 동메달을 획득했고 1965년 세계 선수권 대회에서 우승했다.

## 어린 시절
버카는 네덜란드의 수도 암스테르담에서 체코슬로바키아 출신 미술가 얀 부르카와 네덜란드계 캐나다인 피겨스케이팅 코치 엘런 버카의 딸로 태어났다. 1951년에 가족을 따라 캐나다로 이주했으며, 버카의 부모는 1950년대 중반에 이혼했다.

## 선수 경력

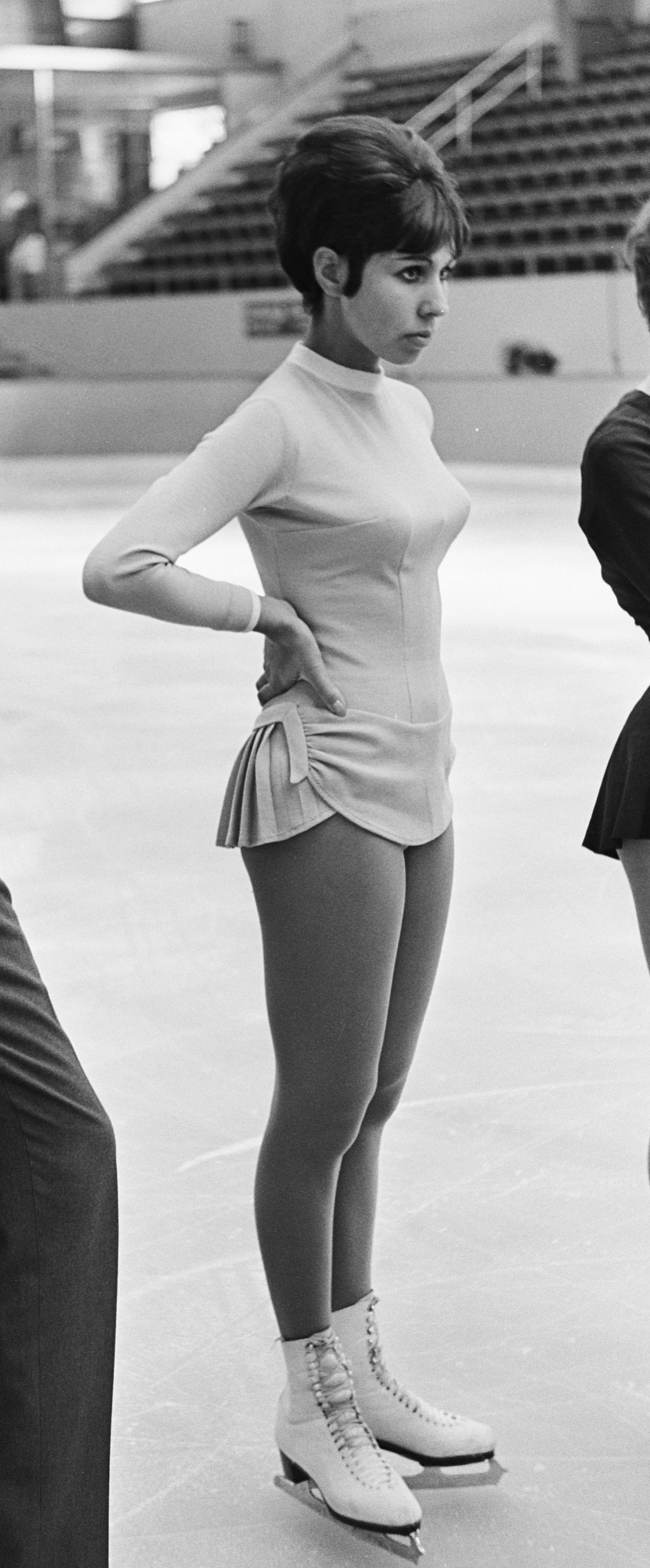
1965년의 버카

10세 혹은 11세때 처음으로 피겨스케이팅에 입문하였으며, 어머니와 선수 출신 코치인 오즈번 콜슨의 지도를 받았다. 1962년 캐나다 피겨스케이팅 선수권 대회에서 웬디 그리너의 뒤를 이어 2위를 차지하며 은메달을 획득하였고, 이 대회에서 트리플 살코를 성공시킨 최초의 여자 선수가 되었다. 같은 해에 체코슬로바키아의 프라하에서 열린 세계 선수권 대회를 통해 국제 대회에 데뷔하였으며, 최종 순위 4위를 기록했다.
1964년에는 오스트리아의 인스부르크에서 열린 동계 올림픽에 캐나다 국가대표로 참가하여 네덜란드의 샤우크여 데이크스트라와 오스트리아의 레기네 하이처의 뒤를 이어 동메달을 획득하였다. 같은 해에 서독의 도르트문트에서 열린 세계 선수권 대회에서도 데이크스트라와 하이처의 뒤를 이어 3위를 하면서 동메달을 획득했다. 이후 1965년 미국의 콜로라도스프링스에서 열린 1965년 세계 피겨스케이팅 선수권 대회에서 하이처와 미국의 페기 플레밍을 제치고 금메달을 따면서 1947년 바버라 앤 스콧 이후 처음으로 세계 선수권 대회에서 우승한 캐나다 여자 선수가 되었다. 이 대회에서 버카는 세계 선수권 대회 최초로 트리플 살코를 성공시킨 여자 선수가 되었다. 
버카는 스위스의 다보스에서 열린 1966년 세계 선수권 대회에서 플레밍과 동독의 가브리엘레 자이페르트의 뒤를 이어 동메달을 따고 현역에서 은퇴하였다. 1965년에 캐나다 스포츠 명예의 전당에, 1995년에는 온타리오 스포츠 명예의 전당, 2012년에는 국제 유대인 스포츠 명예의 전당에 헌액되었다.

## 대회 성적
| 대회             | 1962 | 1963 | 1964 | 1965 | 1966 |
| ---------------- | ---- | ---- | ---- | ---- | ---- |
| 동계 올림픽      |      |      | 3위  |      |      |
| 세계 선수권 대회 | 4위  | 5위  | 3위  | 1위  | 3위  |

## 같이 보기
- 캐런 매그너슨
- 엘리자베스 맨리
- 조아니 로셰트
- 바버라 앤 스콧